# Kriskó Lajos
Kriskó Lajos (Békéscsaba, 1943. április 26. – 2017. június 11. vagy előtte) labdarúgó, csatár, edző.

## Pályafutása
Szülővárosában, Békéscsabai VTSk-ban kezdte a labdarúgást. Tizennégy éves korában a felnőtt csapatban szerepelt a megyei bajnokságban. 
Rövid martfűi szereplés (hamis igazolással) után 1962 nyarán került a Salgótarján csapatához. Az élvonalban 1962. augusztus 5-én mutatkozott be az Újpesti Dózsa ellen, ahol csapata 2–1-es vereséget szenvedett. Csapata egyetlen gólját ő szerezte. Tagja volt az 1970–71-es idényben a vidék legjobbja címet szerzett csapatnak. A következő idényben egy évre visszatért Békéscsabára, így kimaradt a bronzérmes salgótarjáni csapatból. Az 1972–73-as idényben a Salgótarján játékosaként vonult vissza. Összesen 190 mérkőzésen szerepelt az SBTC-ben és 53 gólt rúgott. Ebből 161 mérkőzés és 44 gól volt élvonalbeli.
Az aktív labdarúgás befejezése után edzőként tevékenykedett. Első csapata a Bányagépgyár volt. Következő csapatánál, az Ötvözetgyárnál 15 évig dolgozott és az együttest az NB III-ig vezette úgy, hogy három idény alatt három osztály léptek feljebb. Dolgozott még Cereden, Kazáron és Baglyason. Edzői pályafutását utánpótlás edzőként fejezte be. Először a Salgótarjáni Acél, majd a Salgótarján TC csapatánál.
A salgótarjáni szlovák kisebbségi önkormányzat elnökhelyettese volt.
2017. június 11-én hunyt el, 74 éves korában.

## Sikerei, díjai
- Magyar kupa (MNK)
  - döntős: 1967